# Твидов суд

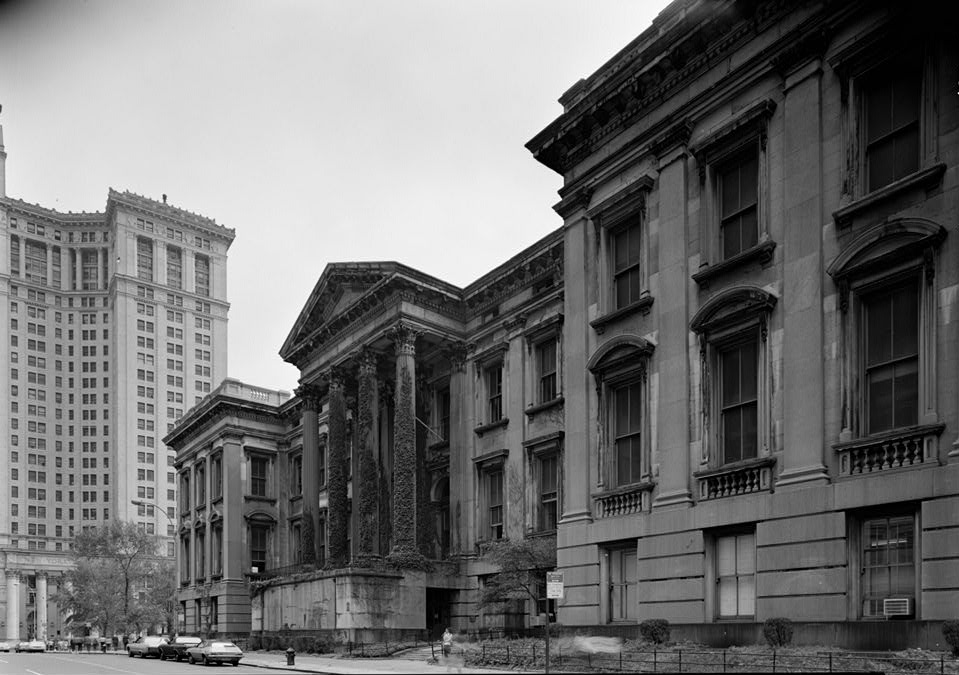
Главный вход в Твидов суд, Чамберс-стрит, Нью-Йорк.

«Твидов суд» (англ. Tweed Courthouse) — трёхэтажное здание старого суда Нью-Йоркского округа. Построено Джоном Келлумом и Томасом Литлом в американском викторианском стиле на деньги из фонда Уильяма Твида. Здание расположено на Чамберс-стрит, 54. Строительство шло 11 лет: с 1861 по 1872 годы. Здание стало известно после скандала, вызванного делом Твида и Таммани-холла.
«Твидов суд» входит в Национальный реестр исторических мест США.

## История строительства
Строительство здания началось в 1861 году и финансировалось казначейством штата Нью-Йорк. Уильям Твид, лидер демократической партии штата Нью-Йорк, контролировал строительство и использовал проект для собственного обогащения. В 1871 году преступление Твида и его сообщников было разоблачено. Суд над ними проходил в недостроенном здании. В 1877 году строительство здания было возобновлено и завершено в 1881 году.
В общей сложности здание суда обошлось налогоплательщикам в 12-13 миллионов долларов США (порядка 250 миллионов долларов в ценах 2009 года). Помимо завышенной стоимости здания, около полутора миллионов долларов было списано подрядчиками на выполнение несуществующих работ.
В «честь» Твида суд до сих пор называют его именем — Твидов суд.